# Bolsominion
 (mars 2021).
La mise en forme du texte ne suit pas les recommandations de Wikipédia : il faut le « wikifier ».
Les points d'amélioration suivants sont les cas les plus fréquents :
- Les titres sont pré-formatés par le logiciel. Ils ne sont ni en capitales, ni en gras.
- Le texte ne doit pas être écrit en capitales (les noms de famille non plus), ni en gras, ni en italique, ni en « petit »…
- Le gras n'est utilisé que pour surligner le titre de l'article dans l'introduction, une seule fois.
- L'italique est rarement utilisé : mots en langue étrangère, titres d'œuvres, noms de bateaux, etc.
- Les citations ne sont pas en italique mais en corps de texte normal. Elles sont entourées par des guillemets français : « et ».
- Les listes à puces sont à éviter, des paragraphes rédigés étant largement préférés. Les tableaux sont à réserver à la présentation de données structurées (résultats, etc.).
- Les appels de note de bas de page (petits chiffres en exposant, introduits par l'outil «  Source ») sont à placer entre la fin de phrase et le point final[comme ça].
- Les liens internes (vers d'autres articles de Wikipédia) sont à choisir avec parcimonie. Créez des liens vers des articles approfondissant le sujet. Les termes génériques sans rapport avec le sujet sont à éviter, ainsi que les répétitions de liens vers un même terme.
- Les liens externes sont à placer uniquement dans une section « Liens externes », à la fin de l'article. Ces liens sont à choisir avec parcimonie suivant les règles définies. Si un lien sert de source à l'article, son insertion dans le texte est à faire par les notes de bas de page.
- La présentation des références doit suivre les conventions bibliographiques. Il est recommandé d'utiliser les modèles {{Ouvrage}}, {{Chapitre}}, {{Article}}, {{Lien web}} et/ou {{Bibliographie}}. Le mode d'édition visuel peut mettre en forme automatiquement les références.
- Insérer une infobox (cadre d'informations à droite) n'est pas obligatoire pour parachever la mise en page.

Pour une aide détaillée, merci de consulter Aide:Wikification.
Si vous pensez que ces points ont été résolus, vous pouvez retirer ce bandeau et améliorer la mise en forme d'un autre article.
 (décembre 2023).

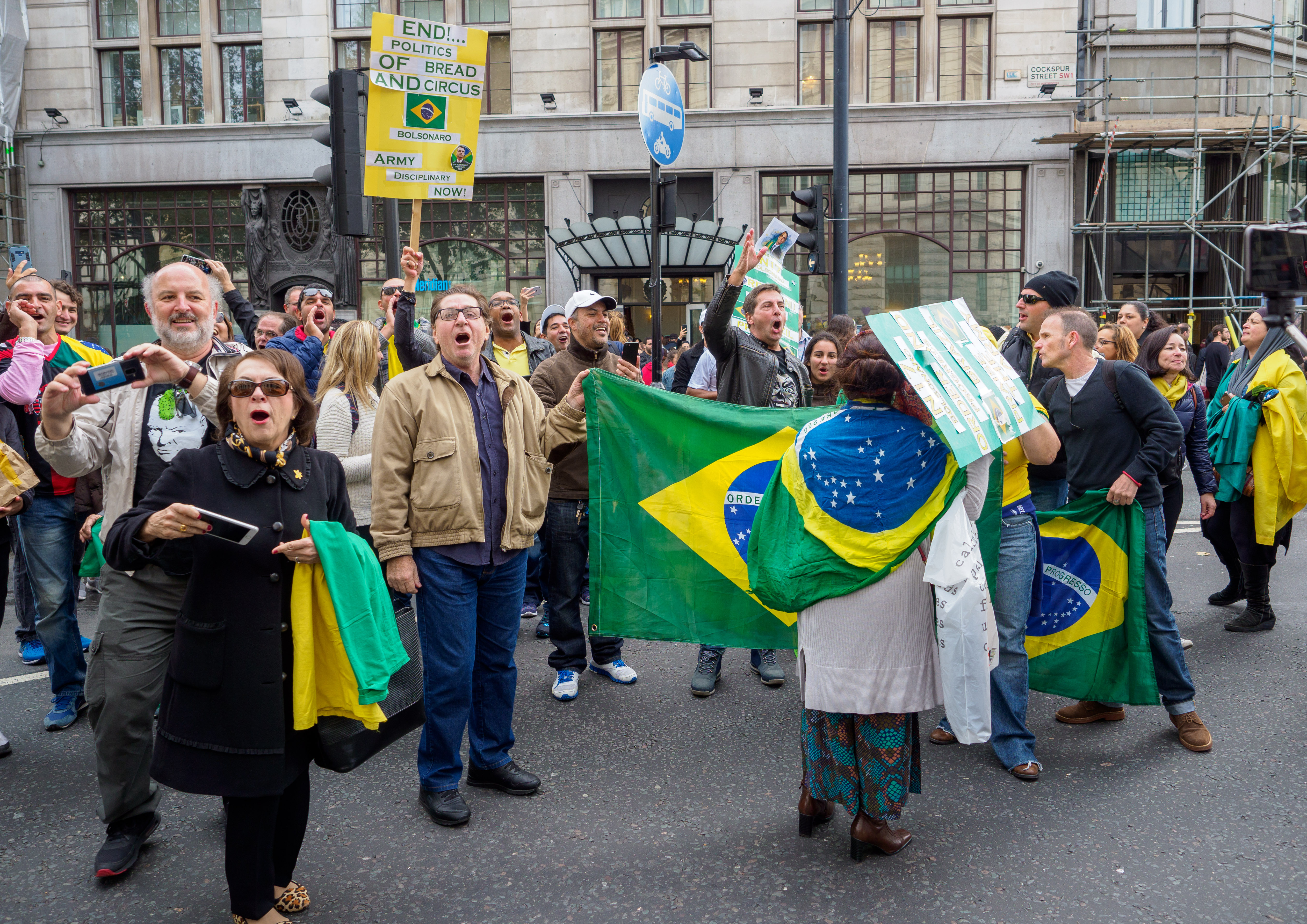
Bolsominions manifestant à Londres.

Bolsominion (du français « mignon ») est un terme péjoratif utilisé par les opposants de Jair Bolsonaro pour désigner un segment de ses partisans. Le mot est un amalgame construit par le Bolso-troncature, de la première partie du nom de famille Bolsonaro (surnom ou patronyme de l'actuel président du Brésil), et du terme anglais minion, « serviteur, laquais ». Le terme gagnait en importance dans les médias brésiliens avec la montée en puissance de Bolsonaro tout au long de sa campagne présidentielle,.

## Caractéristiques techniques

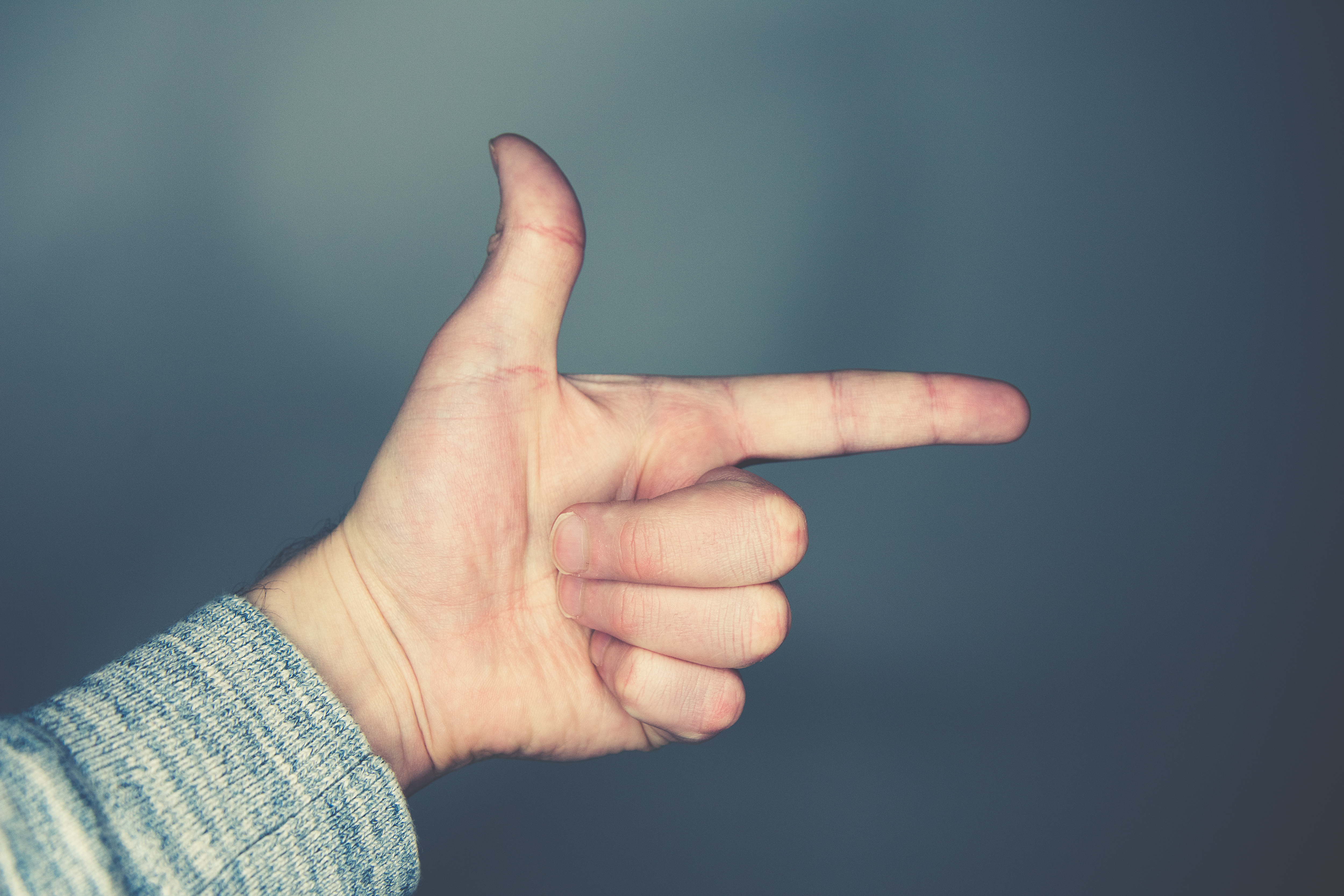
L'un des signes des bolsominions est la main imitant une arme à feu. Le geste a été popularisé par Jair Bolsonaro lors de sa campagne électorale en 2018.

En général, les bolsominions sont décrites comme des personnes d' extrême droite qui sont intransigeantes, réactionnaires et adeptes de l'intervention militaire pour résoudre des problèmes liés à la santé publique, à l' éducation et à la sécurité. Ils utilisent souvent le terme « esquerdopata » (gauche pathologique) pour désigner tous les opposants, terme utilisé sur Internet pour traiter l'idéologie de gauche comme une maladie (psychopathie). Ils voient la relation entre l'intervention militaire et la moralité comme des facteurs étroitement liés et ils sont, en général, antagonistes aux agendas considérés comme progressistes.
L'analyse épistémologique du terme montre sa connotation de stéréotype social, de sorte que la production subjective de réalités acquiert, en pratique, une conception pragmatique de la vérité qui donne au terme bolsominion une conception formée par un ethos négatif. Les médias en général, pour les membres du groupe, y compris TV Globo, ont un parti pris de gauche et ils organisent un complot pour affaiblir Bolsonaro,. Le terme est largement utilisé dans le scénario politico-social brésilien et est fréquemment mentionné par des représentants politiques de différents horizons idéologiques,,. Ce sont des partisans de l' administration Trump.

### COVID-19
Les bolsominions croient que la Chine a créé le virus, ou dissimulé des informations sur la propagation du COVID-19 pour détruire l'économie capitaliste,.
Concernant la prise en charge médicale de la maladie, ils estiment que les anciens sportifs et les jeunes sont immunisés contre la maladie, soutiennent les traitements à la chloroquine, les remèdes naturels, l'infiltration anale d'ozone et sont contre tout type de vaccin, en particulier ceux fabriqués en Chine. Ils ont diffusé l'avertissement de Bolsonaro selon lequel les effets secondaires dangereux du vaccin comprennent la croissance des poils du visage chez les femmes et le développement des caractéristiques du crocodile chez les personnes vaccinées.

## Faits supplémentaires
En 2019, le député fédéral Carlos Bolsonaro a organisé sa 35e fête d'anniversaire avec un thème faisant référence au terme Bolsominion.